# Mimudea nea
Mimudea nea là một loài bướm đêm trong họ Crambidae.